# Окружающая среда

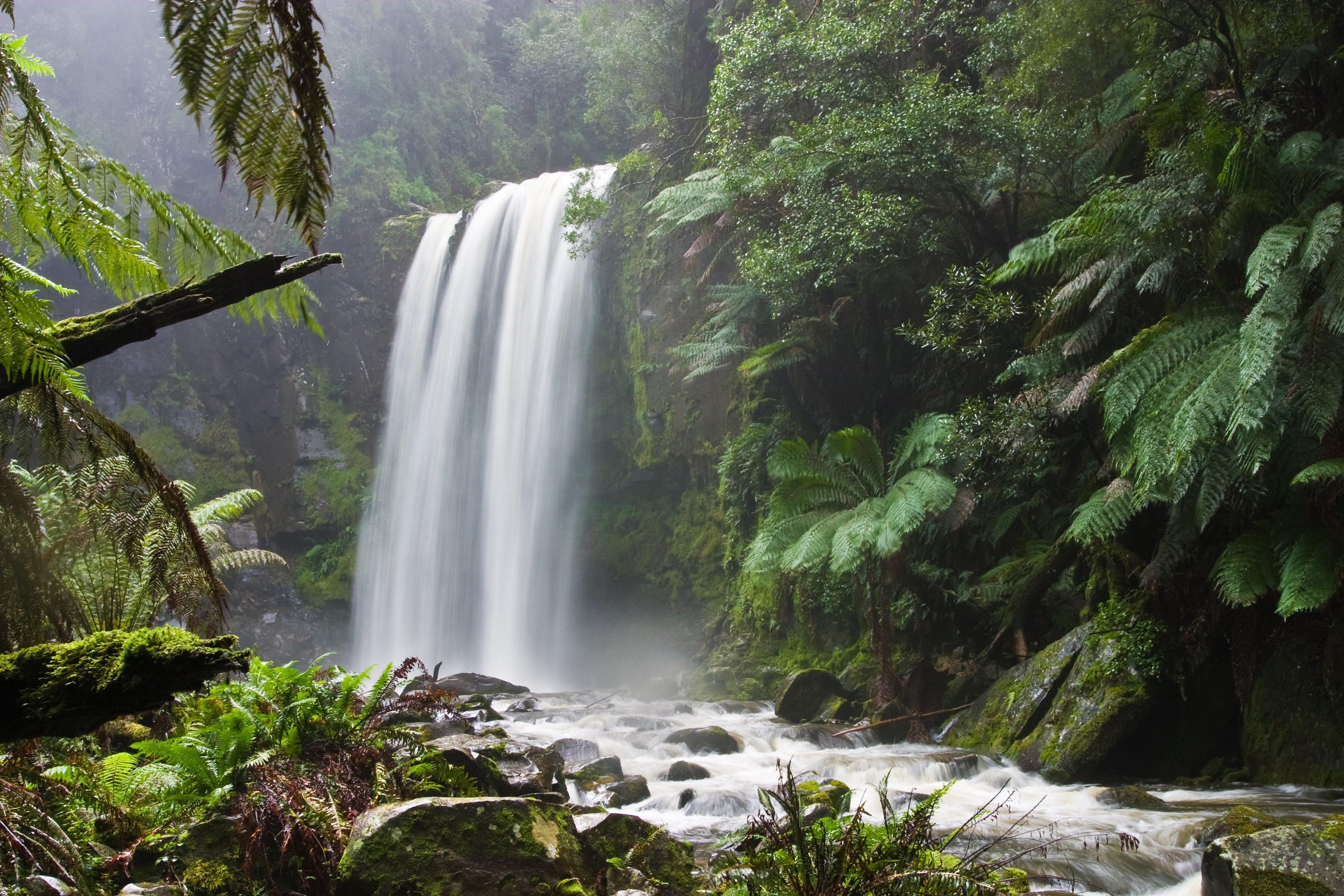
Вид на водопад Хоуптон (Австралия)

Окружа́ющая среда́ — обобщённое понятие, характеризующее природные условия некоторой местности и её экологическое состояние.

## История термина
Как отмечает историк Катрина Форрестер, придуманный в 1940-х годах, данный концепт в значительной степени является продуктом 1960-х годов.

## Описание
Окружающая среда обычно рассматривается как часть среды, которая взаимодействует с данным живым организмом (человеком, животным и так далее), включая объекты живой и неживой природы.
Словосочетание окружающая среда, как правило, применяется к описанию природных условий на поверхности Земли, состоянию её локальных и глобальных экосистем и их взаимодействию с человеком. В таком значении термин используется в международных соглашениях.
В современную эпоху человеческая деятельность охватила практически всю географическую оболочку, и её масштабы теперь сравнимы с действием глобальных природных процессов, что негативно сказывается на состоянии окружающей среды. Окружающая среда — это среда обитания и деятельности человечества, весь окружающий человека мир, включая и природную, и антропогенную среду.
В рамках Организации Объединённых Наций создана специальная организация — Программа ООН по окружающей среде (англ. UNEP). В целях привлечения внимания к проблемам охраны окружающей среды ООН установила Всемирный день окружающей среды.

## Законодательное определение термина в России
В России — Российской Федерации законодательное определение понятия «благоприятная окружающая среда» дано в статье 1 Федерального закона № 7-ФЗ «Об охране окружающей среды» от 10 января 2002 года:

Благоприятная окружающая среда — окружающая среда, качество которой обеспечивает устойчивое функционирование естественных экологических систем, природных и природно-антропогенных объектов.
Очевидно, что установление юридического факта «устойчивого функционирования естественных экологических систем» представляет собой значительную сложность с практической точки зрения. Поэтому необходимо обратиться к определению другого термина, которое даётся в той же статье 1:

Нормативы в области охраны окружающей среды (далее также — природоохранные нормативы) — установленные нормативы качества окружающей среды и нормативы допустимого воздействия на неё, при соблюдении которых обеспечивается устойчивое функционирование естественных экологических систем и сохраняется биологическое разнообразие.
Таким образом, право на благоприятную окружающую среду обеспечивается системой природоохранных нормативов, а критерием соблюдения этого права является соответствие качества окружающей среды и воздействий на неё соответствующим природоохранным нормативам.